# ناگورنی (استان آمور)
ناگورنی (به لاتین: Nagorny) یک منطقهٔ مسکونی در روسیه است که در استان آمور واقع شده‌است.